# Jutulhogget, Antarktis
Jutulhogget är en bergstopp i Antarktis. Den ligger i Östantarktis. Norge gör anspråk på området. Toppen på Jutulhogget är 2 020 meter över havet, eller 428 meter över den omgivande terrängen. Bredden vid basen är 6,7 km.
Terrängen runt Jutulhogget är varierad. Trakten är glest befolkad. Närmaste befolkade plats är Troll research station, 10,4 kilometer väster om Jutulhogget. 